# مسجد شیخ رسولی‌ها
مسجد شیخ رسولی‌ها مربوط به دوره قاجار است و در شهرستان تویسرکان، بخش مرکزی، دهستان کرزان رود، روستای کرزان واقع شده و این اثر در تاریخ ۱۵ دی ۱۳۸۷ با شمارهٔ ثبت ۲۴۳۲۸ به‌عنوان یکی از آثار ملی ایران به ثبت رسیده است.